# Apium bermejoi
Apium bermejoi o comúnmente conocida como Api d'en Bermejo es una especie  perteneciente a la familia de las apiáceas.

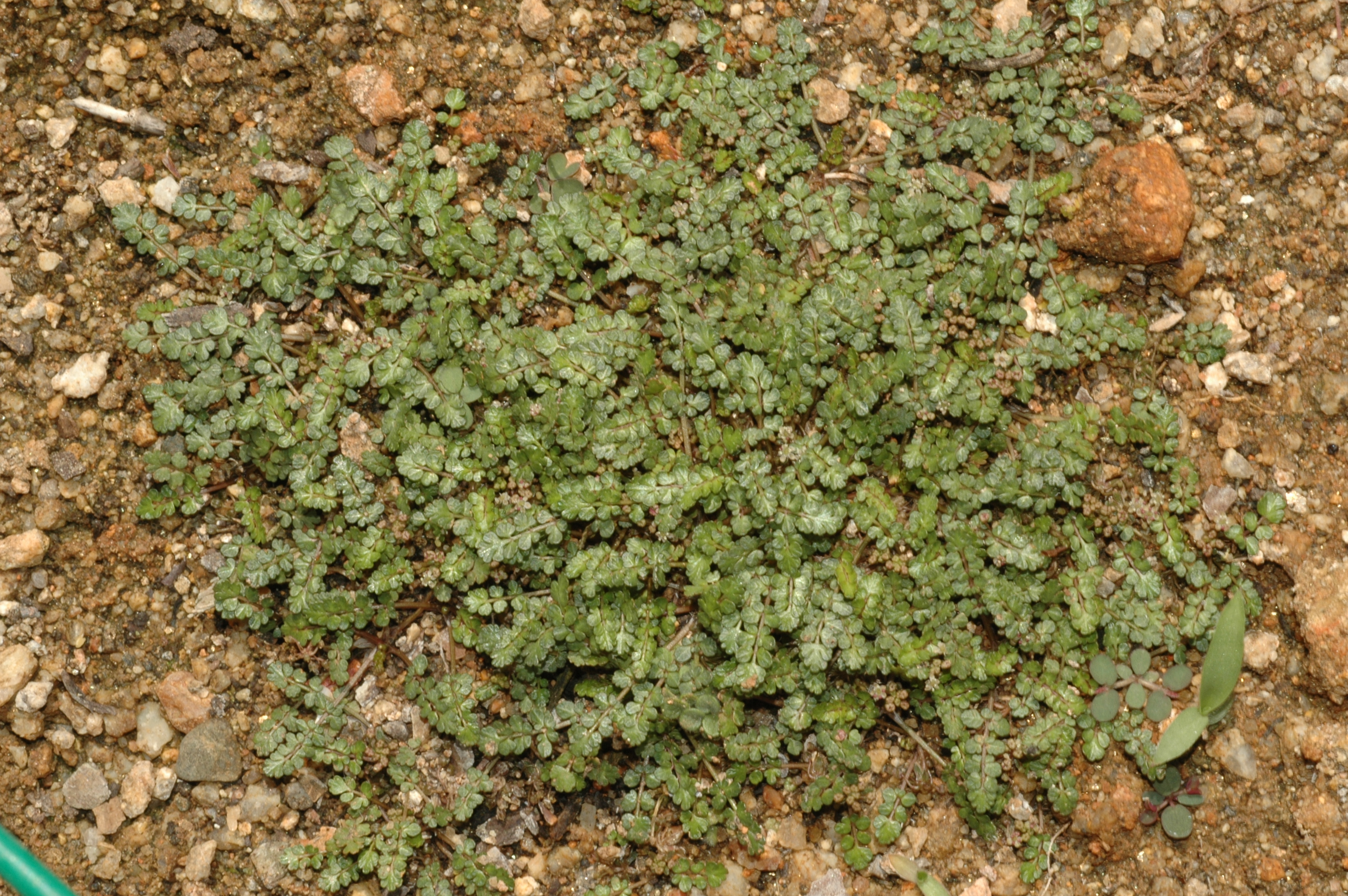
Vista de la planta

## Descripción
Es una de las plantas más amenazada de extinción en las Islas Baleares. Sólo se sabe de su presencia en una localidad de la zona costera del nordeste de Menorca, dividida en dos pequeñas poblaciones de menos de cincuenta individuos. Es una planta herbácea muy pequeña, toda la superficie que llega a cubrir en la naturaleza no llega a un metro cuadrado. Es una hierba que crece pegada al suelo, crece con estolones de tal manera que forma pequeñas alfombras de hojas que cubren la tierra. Las hojas están divididas con folíolos brillantes. Forma unas inflorescencias en umbelas, muy pequeñas, con más o menos diez flores blancas que son realmente difíciles de ver si no se las conoce. Florece en el mes de mayo y junio, hasta el mes de julio.

## Distribución y hábitat
Es una especie endémica de las Islas Baleares donde crece en los pequeños torrentes de la costa norte menorquina. 

## Taxonomía
Apium bermejoi fue descrita por Leonardo Llorens y publicado en Folia Botanica Miscellanea 3: 28, en el año 1982.
Citología
Números cromosomáticos de Apium bermejoi  (Fam. Umbelliferae) y táxones infraespecificos: 2n=22. 
Etimología
Apium: nombre genérico que deriva de apium, un nombre latino antiguo para el apio o perejil.
bermejoi: epíteto
sinonimia
- Helosciadium bermejoi (L.Llorens) Popper & M.F.Watson[5]